# Buddhizmus a Kaukázusban
A buddhizmus a Kaukázusban a térség országaiban, Örményország, Grúzia és Azerbajdzsán területén, valamint az Észak-Kaukázus részeiben (Oroszország: Csecsenföld, Ingusföld, Dagesztán, Adigeföld, Kabard- és Balkárföld, Karacsáj- és Cserkeszföld, Észak-Oszétia, Krasznodari határterület, Sztavropoli határterület) történő buddhista történetre és kultúrára vonatkozik. A térségben a buddhizmus kisebbségi vallásnak számít.

## Örményország
Az örmények régóta ismerik a buddhizmust. Legelőször I. Hethum örmény király tett említést a mongolok vallásáról, amikor hivatalos látogatáson járt Mangu kánnál. Az ősi bizánci építészet szorosan kötődik a buddhista építészethez, főleg az örményhez.
Örményországban a lakosság mintegy 0,1%-át becsülik buddhistának. Az ország nagyvárosaiban népszerűvé vált egy utcákat járó japán buddhista szerzetes, aki egy egyszerű kézi dobbal, mantrázva járja az országot, békét hirdetve mindenkinek.
A fővárosban elérhető a S. N. Goenka által a nyugaton népszerűvé tett vipasszana meditációs mozgalom.

## Grúzia
Grúziában első sorban a tibeti buddhizmushoz tartozó gyémánt út irányzata aktív. Létezik egy központja a fővárosban, Tbilisziben, illetve különböző meditációs csoportok is működnek. 2017-ben ellátogatott Grúziába egy théraváda thai erdei hagyományhoz tartozó szerzetes, aki 300 embernek tartott előadást.

## Azerbajdzsán
Történelmileg Azerbajdzsán hatalmas területen feküdt a Kaukázus-hegységtől a mai Irán területén lévő Szefidrud-folyóig. Számos karavánútvonal haladt át a területén, többek között a Nagy selyemút is, amely olyan hatalmas civilizációkat kötött össze, mint a sumer, az asszír, a görög, a római, a perzsa, az oszmán, az indiai, és a kínai. Erővel vagy békés úton mindegyik civilizáció megpróbálta elültetni a kulturális magvait, ide értve a vallási hagyományokat is, Azerbajdzsánban, ahol a lakosság kapcsolatba került szinte az összes nagy világvallással, köztük a buddhizmussal is. A szeldzsik török-mongol népek hozták be erre a területre a buddhizmust. Sok buddhista templomot építettek a ilkhamok, amelyeket utódaik végül leromboltak, miután az iszlám vallást választották.

## Oroszország
A buddhizmus Oroszországban történelmileg a 17. század óta létezik. Ennek ellenére a buddhizmust az ország egyik hagyományos vallásának tekintik és törvényileg a buddhizmus Oroszország történelmi örökségének részét képezi. Burjátföld, Kalmükföld és Tuva történelmi egyházi hagyományain túl a buddhizmus már az egész ország területén jelen van és ma már sok az orosz buddhista gyakorló. A buddhizmus legfőbb formája országszerte a tibeti buddhizmusba tartozó Gelugpa iskola, a többi tibeti buddhista irányzat kevésbé jelentős. Ez az irányzat Mongólia felől került Oroszországba. A Kaukázus-hegységtől északra fekvő Kalmükföld Európa egyetlen buddhista többségű területe. 1887-re már 29 kiadó és számos dácán (buddhista egyetem) működött. Az 1917-es oroszországi forradalmak után a dacanokat bezárták. Az 1930-as évekre a buddhisták többet szenvedtek, mint bármely más vallási csoport a Szovjetunióban. A lámákat elűzték és azzal gyanúsították, hogy "japán kémek" és az "emberek ellenségei". A Szovjetunió összeomlása után Kalmükföldön elkezdődött a buddhista újjáéledés, amikor megválasztották Kirsan Iljumzinov elnököt. Hasonló volt a helyzet Burjátföldön és Tuvában és az ország több részére is eljutott a buddhizmus. 1992-ben először látogatott a dalai láma Oroszországba, Tuvába. Oroszország szerte léteznek buddhista egyetem-kolostorok, az ún. dácánok, főleg Szibériában.